# Алфред Хар
Алфред Хар (мађ. Alfréd Haar; 11. октобар 1885 — 16. март 1933) је био мађарски математичар. Године 1904. започео је студије на Универзитету у Гетингену. Ментор при изради доктората му је био Давид Хилберт. Мера Хара, Хааров таласић и Харова трансформација су добили име у његову част.
Заједно са Фридешом Рисом (мађ. Frigyes Riesz) је од Универзитета у Сегедину направио математички центар. Такође је у сарадњи са Рисом основао часопис Acta Scientiarum Mathematicarum.